# Contea di Alleghany (Virginia)
La contea di Alleghany (in inglese Alleghany County) è una contea dello Stato della Virginia, negli Stati Uniti. La popolazione al censimento del 2000 era di 12 926 abitanti. Il capoluogo di contea è Covington.